# Воробьиная земляная горлица
Воробьиная земляная горлица (лат. Columbina passerina) — вид птиц семейства голубиных. Выделяют несколько подвидов. Распространены от Северной Америки до Южной Америки.

## Описание
Размер горлицы составляет 16,5, что делает её одним из самых маленьких видов голубей. Коренастое телосложение. Хвост очень короткий. Половой диморфизм слабо выражен. Самки имеют несколько более тусклую окраску. Им не хватает розового оттенка, который есть у самцов на некоторых частях тела.
У самцов голова, шея и грудь серые с розовым оттенком. На груди и боках шеи у них есть чёрные пятна. Это отличает их от очень похожих в остальном представителей рода Columbina. Остальная часть верхней стороны тела серая или коричневато-серая. Подкрылья розового цвета с переливающимися тёмными пятнами. Внешняя часть крыла каштаново-коричневая с тёмными кончиками. Подхвостье серо-коричневое. Клюв от желтого до красноватого у основания. Кончик клюва всегда тёмный или почти полностью чёрный.

## Распространение и образ жизни
Ареал вида простирается от юга Соединенных Штатов через Центральную Америку до Южной Америки. В Южной Америке ареал разобщен. В США вид встречается от Южной Каролины до Флориды и Техаса. Высотное распространение вида варьируется от прибрежных районов до высот 2900 метров.
Популяции, обитающие в Соединенных Штатах, в зимние месяцы мигрируют на юг. На остальной части своего ареала воробьиная земляная горлица — постоянная птица. Вид проводит большую часть дня за добычей пищи на земле. Его рацион состоит из семян, мелких ягод, насекомых и их личинок. Сезон размножения зависит от района распространения. На юге США они размножаются с февраля по ноябрь и в некоторой степени зависят от кормовой базы. Гнездо строится на земле или на небольшой высоте в кустах. Кладка обычно состоит из двух (редко трёх) яиц с белой скорлупой, что относительно необычно для голубей. Период насиживания составляет 13-14 дней. Птенцы оперяются через одиннадцать-двенадцать дней. В насиживании яиц и воспитании птенцов участвуют оба родителя.

## Разведение
Впервые воробьиная земляная горлица была показана в зоопарке Амстердама в 1854 году. Номинальная форма была впервые выведена в Лондонском зоопарке в 1860 году. Несмотря на свои небольшие размеры, воробьиная земляная горлица могут содержаться только в вольерах, поскольку они очень пугливы и травмируют себя в клетках, где им не хватает места для уединения.